# Sauç e Pomareda
Sauç e Pomareda (francès Saux-et-Pomarède) és un municipi del departament francès de l'Alta Garona, a la regió d'Occitània.